# Narrative Expositionstherapie
Die Narrative Expositionstherapie (NET) ist eine evidenzbasierte psychotherapeutische Methode zur Behandlung der Posttraumatischen Belastungsstörung (PTBS), die insbesondere für die Behandlung komplexer Traumatisierungen entwickelt wurde, wie sie z. B. bei Überlebenden von Folter, Krieg, Flucht und Kindesmisshandlungen vorliegen können. Sie wird den traumafokussierten Verfahren der Kognitiven Verhaltenstherapie zugeordnet. Im Unterschied zu anderen traumafokussierten Therapieverfahren wird in der NET die gesamte Biografie der Behandelten berücksichtigt und aufgearbeitet.
Die NET wurde von Maggie Schauer, Frank Neuner und Thomas Elbert an der Universität Konstanz entwickelt. Ursprünglich wurde die NET für prekäre Situationen geschaffen, in denen schwer- und mehrfachtraumatisierte Menschen nur wenige Behandlungssitzungen erhalten können (wie zum Beispiel in Kriegs- und Krisengebieten). Entstanden ist sie auf Basis der Testimony Therapy, welche zur Behandlung von Verfolgten des Pinochet-Regimes in Chile angewendet wurde und die psychotherapeutische Behandlung mit menschenrechtlichen Aspekten verbindet. Inzwischen gibt es gute Evidenz für die kulturübergreifende Effektivität der NET bei verschiedenen Traumata und nach multipler und kumulativer Traumatisierung sowie unter Einsatz von Sprachmittelnden. Als traumafokussiertes und ausreichend evidenzbasiertes Verfahren gehört die NET zu den Verfahren, welche von allen internationalen Behandlungsleitlinien als Behandlung erster Wahl für PTBS empfohlen werden.

## Theorie zum Traumaerleben und Wirkverständnis
Die Narrative Expositionstherapie wurde auf der Grundlage von psychologischen Trauma-Theorien entwickelt, die dysfunktionale Gedächtnisprozesse als Kern der posttraumatischen Belastungsstörung ansehen. Diese gehen davon aus, dass menschliche Erinnerungen in zwei qualitativ unterschiedlichen Gedächtnissystemen abgespeichert werden, nämlich einer assoziativen Gedächtnisstruktur (bzw. heißes Gedächtnis) und einem Kontextgedächtnis (bzw. kaltes Gedächtnis). Während diese Gedächtnissysteme normalerweise gut zusammenarbeiten, könne es bei der Speicherung traumatischer Erinnerungen zu einer Aufspaltung der beiden Systeme kommen, was letztlich zur Entstehung und Aufrechterhaltung von Traumasymptomen führe. Da die extreme Belastung und die Bedrohungsgefühle intensiv, aber ohne räumlichen und zeitlichen Kontext, abgespeichert würden, komme es auch bei einer Aktivierung der Gedächtnisinhalte zu einer starken emotionalen Reaktion (Intrusion). Um diese zu bewältigen, würden sich häufig Vermeidung und Rückzug entwickeln, welche sich durch operante Konditionierung verstärken und eine Verarbeitung der traumatischen Erinnerungen verhindern.
Nach dem Wirkverständnis der NET ist das Ziel die Aufspaltung von Bedrohungsgefühl und Kontextwissen aufzulösen. Mit der detaillierten Erzählung der traumatischen Erlebnisse soll ein konsistenter autobiografischer Kontext der traumatischen Ereignisse wiederhergestellt und mit den Bedrohungsgefühlen verbunden werden. Durch das intensive Wiedererfahren aktualisiert sich die Vergangenheit auf allen Ebenen in der Gegenwart (Gedanken, Gefühle, Bedeutungen, Empfindungen, Körperhaltung usw.) im Schutz des „Sprechens über“, in der Distanz zum „Damals“, so lange, bis das Erlebte sich autobiographisch einordnen, benennen, begreifen, verorten lässt und Erleichterung durch Habituation und Integration eintritt.

## Beschreibung der Behandlung
Innerhalb der NET erstellen der Patient und der Therapeut gemeinsam eine schriftliche Autobiografie, welche die wichtigsten emotionalen Erinnerungen der Patienten von der Geburt bis zur Gegenwart enthält. Der Fokus liegt dabei auf der Rekonstruktion der bruchstückhaften Erinnerungen an traumatische Erfahrungen und die Übertragung in Erzählungen, die mit dem zeitlichen und räumlichen Kontext der Lebensabschnitte verbunden sind.
Das Behandlungsmanual sieht zunächst eine Diagnostik und Klärung der Indikation der NET vor. Anschließend wird im Rahmen einer Psychoedukation über die Diagnose und die Behandlung aufgeklärt, dies ist Voraussetzung für eine informierte Entscheidung des Patienten, eine NET durchzuführen oder nicht. Dann wird eine Lebenslinie gelegt. Klassischerweise wird bei dieser Übung die Lebensdauer durch ein Seil symbolisiert, worauf anhand von Steinen und Blumen sowohl negative als auch positive Lebensereignisse markiert werden. Ziel ist dabei ein erster Überblick über die Chronologie der bedeutsamen Ereignisse im Leben der Patienten, was zur Strukturierung der nachfolgenden Behandlung dient. Eine NET-Sitzung dauert 90 Minuten, die Anzahl der Sitzungen richtet sich nach dem Setting der Therapie sowie nach dem Schweregrad der Symptomatik und der Anzahl der traumatischen Erlebnisse des Patienten, „in Deutschland werden in der Regel nicht weniger als zehn bis zwölf Sitzungen erforderlich sein, um die Wirksamkeit auszuschöpfen.“ In den Sitzungen wird jeweils der Abschnitt der Narration aus der letzten Sitzung durch Vorlesen wiederholt und dann der nächste Abschnitt besprochen, traumatische Erfahrungen in sehr hohem Detailgrad. Zum Abschluss wird die Narration und ihre Bedeutung im Lebenszusammenhang reflektiert.
Es kommt auf diesem Wege zu einer Gesamtschau des eigenen Lebens, zu einem organischen Erkennen von Lebens-Mustern und Zusammenhängen, zu einer Würdigung der Person und der Biographie des Überlebenden. Die NET ist in der Tradition der Testimony Therapy verbunden mit der Menschenrechts- und Kinderrechtsarbeit, die Überlebenden bekommen mit der schriftlichen Narration am Ende der Therapie ein Zeugnis ihrer traumatischen Erfahrungen an die Hand, welche sie für die juristische Aufarbeitung verwenden könnten.

## Varianten und Kombinationen
Aufbauend auf den Ergebnissen der NET bei Erwachsenen wurde KIDNET, eine für Kinder und Jugendliche angepasste Form der Narrativen Expositionstherapie entwickelt. Diese enthält das gleiche Therapierational und die gleichn Therapiebestandteile wie die ursprüngliche NET, macht dabei allerdings mehr Gebrauch von unterstützenden kreativen und illustrativen Materialien, die das Verständnis auf Seiten des Kindes fördern sollen. Das Therapiemanual beschreibt eine mögliche Anwendung ab einem Alter von 7 oder 8 Jahren.
Als weitere Variante wurde die FORNET für traumatisierte Gewalttäter entwickelt (Forensic Offender Rehabilitation), also Menschen, die selbst Opfer traumatischer Lebensereignisse waren und später zu Tätern wurden. Erste kontrollierte Studien zeigen, dass dieser Ansatz neben den PTBS-Symptomen auch aggressive Verhaltensweisen reduzieren kann.
Während die NET ursprünglich als alleinstehende Traumatherapie entwickelt wurde, ist es im westlichen Gesundheitssystem mittlerweile Standard, dass die NET lediglich als ein Modul bzw. Therapiebaustein einer umfassenderen Psychotherapie durchgeführt wird. Vor allem wenn neben der PTBS auch noch andere komorbide Symptome oder Störungen behandelt werden müssen.

## Forschung zur Wirksamkeit
Für die S3-Leitlinien für die Behandlung von PTBS wurden in einer systematischen Literaturrecherche 12 Randomisiert kontrollierte Studien (RCT) zur NET ausgewertet. Wie auch für andere traumafokussierte Verfahren schreiben die Autoren der NET eine hohe Wirksamkeit zu. „Die Evidenzstärke (…) ist als hoch einzuschätzen, da die Wirksamkeit traumafokussierter Psychotherapie in einer großen Zahl von RCTs mit hoher methodischer Qualität nachgewiesen worden ist und in Metaanalysen bestätigt wurde.“ Daher seien diese Verfahren die Behandlungen erster Wahl und sollten jedem Patienten mit PTBS angeboten werden. Ergänzend zu traumafokussierten Interventionen sollten weitere Problem- und Symptombereiche abgeklärt und in der Behandlung berücksichtigt werden wie z. B. das Risiko weiterer Viktimisierung bei Opfern von Gewalt, Trauerprozesse, soziale Neuorientierung, Neubewertung und Selbstwertstabilisierung.
Im aktuellen Behandlungsmanual weisen die Autoren darauf hin, dass die Studienlage zur NET noch einige Fragen unbeantwortet lasse: „Bisher gibt es einen Mangel an Erkenntnissen über langfristige Wirkungen der Therapie. (...) Weiterhin gibt es bisher wenig Wissen darüber, mit welchen Techniken und Methoden sich die NET im Rahmen eines Gesamtbehandlungsplanes nützlich verbinden lässt, und ob sich damit die Effektivität der Therapie erhöht. Insgesamt hat aber eine Reihe von randomisierten Studien die Machbarkeit und Wirksamkeit von NET in verschiedenen globalen Kontexten getestet.“ Zu den entscheidenden Stärken gehöre darüber hinaus die vergleichsweise geringe Abbrecherquote und dass es als leicht zu erlerndes Verfahren einfach weitergegeben werde könne. Dies sei durch mehrere Studien mit Laientherapeuten belegt.

## Andere Ansätze Narrativer Therapie
Neben der Narrativen Expositionstherapie (NET) gibt es noch andere narrative Ansätze in der Psychotherapie, z. B. die Narrative Therapie nach Michael White, David Epston, sowie weitere narrative Konzepte in anderen psychodynamischen Therapieformen und andere Formen therapeutischer Biographiearbeit, wie die Lebensrückblickstherapie nach Andreas Maercker (psychodynamisch, traumatherapeutisch), Verena Kast (Fokaltherapie) oder die strukturierte Lebensrückblickstherapie nach B. K. Haight und B. S. Haight.